# 13352 Gyssens
A 13352 Gyssens (ideiglenes jelöléssel 1998 SZ163) a Naprendszer kisbolygóövében található aszteroida. Eric Walter Elst fedezte fel 1998. szeptember 18-án.